# Phạm Ngọc Sang
Phạm Ngọc Sang (1931-2002), nguyên là một tướng lĩnh Không Quân của Quân lực Việt Nam Cộng hòa cấp bậc Chuẩn tướng. Ông xuất thân từ một trường chuyên đào tạo sĩ quan trừ bị cho ngành Bộ binh do Quân đội Quốc gia thành lập dưới sự hỗ trợ của Quân đội Pháp. Tuy nhiên, sau đó trúng tuyển chuyến sang Không quân. Ông đã phục vụ ở Quân chủng này cho đến ngày cuối cùng trong cuộc đời binh nghiệp của mình.

## Tiểu sử & Binh nghiệp
Ông sinh ngày 12 tháng 8 năm 1931, trong một gia đình thương nhân khá giả tại xã Bình Hòa, Gia Định, miền Nam Việt Nam. Năm 1950, ông tốt nghiệp Trung học chương trình Pháp với văn bằng Tú tài bán phần (Part I).

### Quân đội Quốc gia Việt Nam
Cuối tháng 9 năm 1951, thi hành lệnh động viên của Chính phủ Quốc gia Việt Nam, ông nhập ngũ vào Quân đội Quốc gia là thành phần trong Quân đội Liên hiệp Pháp, mang số quân: 51/600.003. Theo học khoá 1 Lê Văn Duyệt tại trường Sĩ quan Trừ bị Thủ Đức, khai giảng ngày 1 tháng 10 năm 1951. Ngày 1 tháng 6 năm 1952 mãn khóa tốt nghiệp với cấp bậc Thiếu úy. Ra trường, ông được đi phục vụ tại Trung đoàn 17 Bộ binh với chức vụ Trung đội trưởng, đồn trú tại Trà Vinh. Tháng 10 cùng năm, ông trúng tuyển chuyển sang Quân chủng Không quân. Cuối năm, ông được cử đi du học khóa huấn luyện Hoa tiêu Vận tải cơ DC.3 (C.47) và được huấn luyện thêm loại phi cơ T.6 tại trường Không quân Marrakech, Maroc (thuộc địa của Pháp). Đến tháng 8 năm 1953, chuyển sang căn cứ Không quân Avord, học lái phi cơ MD.312. Trung tuần tháng 2 năm 1954, ông tốt nghiệp khóa Hoa tiêu và chuyển qua Blida, Algérie, học bắn và oanh tạc trên phi cơ MD.315. Tháng 5 cùng năm, thụ huấn chuyển tiếp trên DC.4 (C.54) tại Orleans, Pháp. Sau đó ông được thụ huấn thêm để lấy bằng Hoa tiêu Vận tải tại Trung tâm Huấn luyện Vận tải Toulouse, Pháp. Cuối năm ông được thăng cấp Trung úy.

### Quân đội Việt Nam Cộng hòa
Tháng 2 Năm 1955, mãn khóa hồi hương, ông cùng với các Trung úy Huỳnh Hữu Hiền và Lý Trí Tình (là 3 Hoa tiêu đầu tiên của Không quân Việt Nam tốt nghiệp tại Trung tâm Toulouse), tham gia vận chuyển đồng bào di cư từ miền Bắc vào Sài Gòn. Tháng 10 cùng năm ông được thăng cấp Đại úy giữ chức Chỉ huy trưởng Phi đội Liên lạc thay thế Đại úy Huỳnh Hữu Hiền đi du học khóa huấn luyện viên Khu trục tại Pháp. Cuối năm, ông được tuyển chọn làm Phi công riêng cho Tổng thống Ngô Đình Diệm.
Giữa năm 1956, ông được cử đi du học khóa huấn luyện trên Vận tải cơ DC.4 tại Căn cứ Không quân Hickam Field, Honolulu, Tiểu bang Hawaii, Hoa Kỳ. Đầu năm 1957, ông được thăng cấp Thiếu tá và được chỉ định hướng dẫn Phái đoàn Không quân Việt nam Cộng hòa công du thăm viếng Hoa Kỳ.
Ngày Quốc khánh 26 tháng 10 năm 1959, ông được thăng cấp Trung tá. Đầu năm 1962, ông được cử đi du học khóa Tham mưu cao cấp (khóa 1962 - 1) thụ huấn 16 tuần tại trường Chỉ huy và Tham mưu Fort Leavenworth, Kansas, Hoa Kỳ.
Cuối năm 1964, ông được bổ nhiệm chức vụ Chỉ Huy Trưởng Trung tâm Huấn luyện Không quân Nha Trang thay thế Đại tá Lê Trung Trực. Đến giữa năm 1965, ông được lệnh bàn giao Trung tâm Huấn luyện lại cho Trung tá Nguyễn Văn Ngọc để đi giữ chức vụ Tư lệnh Không đoàn 33 Chiến thuật tại Căn cứ Không quân Tân Sơn Nhứt.
Đầu năm 1966, ông chuyển sang lĩnh vực Văn phòng, giữ chức vụ Chánh Võ phòng Phủ Chủ tịch Uỷ ban Hành pháp Trung ương (Phủ Thủ tướng). Ngày Quốc khánh 1 tháng 11 năm 1969, ông được thăng cấp Đại tá và được cử theo học khóa Cao đẳng Quốc phòng tại Đà Lạt. Tháng 6 năm 1970 chuyển về Bộ Quốc phòng làm chuyên viên nghiên cứu. Đến giữa năm 1971, được cử đi du học khóa Quản trị Quốc phòng tại trường Navy Post Graduate School ở Monterey, Tiểu bang California, Hoa Kỳ.
Tháng 10 năm 1972, ông được bổ nhiệm chức vụ Tư lệnh Sư đoàn 6 Không quân tại Pleiku. Trung tuần tháng 12 năm 1973, ông được tuyên dương công trạng trước Quân đội kèm theo Anh dũng Bội tinh với nhành Dương liễu.
Ngáy 1 tháng 4 năm 1974, ông được thăng cấp Chuẩn tướng tại nhiệm.

## 1975
Ngày 15 tháng 3, được lệnh di tản chiến thuật Sư đoàn 6 Không quân từ Pleiku xuống Phan Rang.
Trưa ngày 16 tháng 4, ông bị quân Giải phóng bắt cùng với Trung tướng Nguyễn Vĩnh Nghi, bị tạm giam tại Cam Lâm, Khánh Hòa rồi Đà Nẵng, cuối cùng bị đưa ra Bắc qua các trại giam: Sơn Tây, Hoàng Liên Sơn, Hà Sơn Bình, Nam Hà. Sau đó, ngày 30 tháng 11 năm 1988 được đưa về miền Nam giam giữ ở trại Z.30D Hàm Tân, Bình Thuận. Cho đến ngày 11 tháng 2 năm 1992 ông mới được trả tự do.
Ngày 22 tháng 2 năm 1992, ông cùng với gia đình xuất cảnh theo chương trình "Ra đi có trật tự" diện H.O. Sau đó định cư tại Garden Grove, Tiểu bang California, Hoa Kỳ.
Ngày 30 tháng 11 năm 2002, ông từ trần tại nơi định cư. Hương thọ 71 tuổi.

## Huy chương
-Bảo quốc Huân chương đệ tứ đẳng
-Không lực Huân chương
-Phi dũng Bội tinh với (1 ngôi sao vàng, 1 ngôi sao bạc)
-Anh dũng Bội tinh với đủ loại (ngôi sao vàng, bạc và đồng) cùng một số Huy chương Quân sự, Dân sự khác.

## Gia đình
- Thân phụ: Cụ Phạm Ngọc Bé (1911-1996)
- Thân mẫu: Cụ Nguyễn Thị Quờn
- Nhạc phụ: cụ Nguyễn Văn Lê
- Nhạc mẫu: Cụ Nguyễn Thị Khuê
- Phu nhân: Bà Nguyễn Thị Bôn (Sinh năm 1933)

Ông bà có năm người con gồm: 3 trai, 2 gái:
Phạm Ngọc Dũng, Phạm Thị Xuân Thảo, Phạm Thị Xuân Mai, Phạm Ngọc Khánh